# Alexander Wilhelm Armin Kellner
Alexander Wilhelm Armin Kellner (né le 26 septembre 1961 à Vaduz au Liechtenstein) est un paléontologue et géologue brésilien et un expert de premier plan dans le domaine de l'étude des ptérosaures. Ses recherches se sont principalement concentrées sur les reptiles fossiles du Crétacé , y compris les dinosaures et les crocodylomorphes disparus.

## Biographie
Kellner est né à Vaduz , au Liechtenstein , fils d'un père allemand et d'une mère autrichienne. Dans sa petite enfance, il a déménagé avec ses parents au Brésil, où il a été naturalisé brésilien.
À Rio de Janeiro, il a reçu une éducation primaire et secondaire à l' Escola Alemã Corcovado bilingue. Il a commencé à étudier la géologie à l' Université fédérale de Rio de Janeiro (UFRJ) en 1981. En tant qu'étudiant, il a rapidement commencé à rechercher des vertébrés fossiles , en particulier des reptiles de la période du Crétacé au Brésil. Ses études concernaient en grande partie des spécimens de ptérosaures du groupe géologique Santana , sur lesquels il a publié de nombreux articles à la fin des années 1980.
Kellner a organisé ou participé à plusieurs expéditions paléontologiques dans de nombreux endroits à travers le monde, notamment au Brésil : Mato Grosso , Rio Grande do Sul et Ceará ;  les déserts d' Atacama , au Chili et de Kerman , en Iran ; Montana aux États-Unis; Patagonie en Argentine;  les célèbres gisements du Liaoning , en Chine, et de l'île James Ross en Antarctique.
Kellner a reçu de nombreux honneurs et prix, dont le Prix TWAS pour les sciences de la Terre de la World Academy of Sciences. Il a été admis dans l' Ordre national du mérite scientifique (classe Comendador), l'un des prix les plus prestigieux du gouvernement fédéral brésilien.

## Liste des espèces nommées par Kellner
Les réalisations scientifiques de Kellner comprennent la description de plus de trente espèces , dont Santanaraptor placidus (1996, 1999) est parmi les meilleurs exemples de préservation des tissus mous, y compris les vaisseaux sanguins et les fibres musculaires, rapportés chez n'importe quel dinosaure . Le ptérosaure Thalassodromeus sethi , que Kellner a décrit en 2002 avec son collègue Diogenes de Almeida Campos, a permis d'établir une nouvelle hypothèse concernant l'utilisation de la crête de la tête dans la régulation de la température corporelle des ptérosaures.

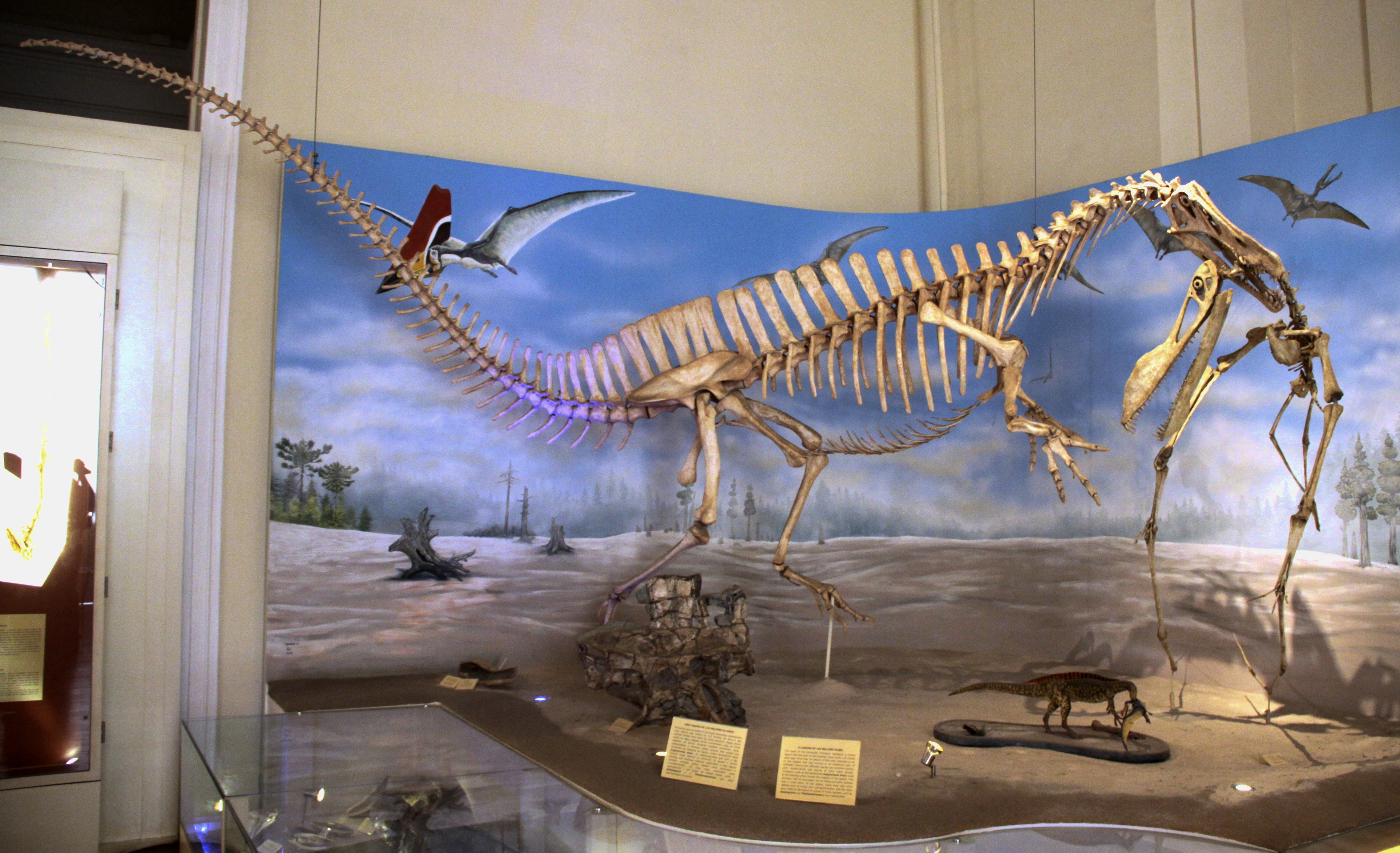
Squelette reconstitué du dinosaure spinosauridé Angaturama, Mudée National Museum de Rio de Janeiro

- Brasileodactylus araripensis Kellner, 1984 (Reptilia, Pterosauria)
- Anhanguera blittersdorffi Campos & Kellner, 1985 (Reptilia, Pterosauria)
- Oshunia brevis Wenz & Kellner, 1986 (Pisces, Halecomorphi).
- Caririsuchus camposi Kellner, 1987 (Reptilia, Crocodylia)
- Tupuxuara longicristatus Kellner & Campos, 1988 (Reptilia, Pterosauria)
- Tapejara wellnhoferi Kellner, 1989 (Reptilia, Pterosauria)
- Tupuxuara leonardii Kellner & Campos, 1994 (Reptilia, Pterosauria)
- Angaturama limai Kellner & Campos, 1996 (Reptilia, Dinosauria)
- Ongghonia dashzevegi Kellner & McKenna, 1996 (Mammalia, Leptictidae)
- Tupandactylus imperator (Campos & Kellner, 1997) (Reptilia, Pterosauria)
- Siroccopteryx moroccensis Mader & Kellner, 1999 (Reptilia, Pterosauria)
- Gondwanatitan faustoi Kellner & Azevedo, 1999 (Reptilia, Dinosauria)
- Santanaraptor placidus Kellner, 1999 (Reptilia, Dinosauria)
- Anhanguera piscator Kellner & Tomida, 2000 (Reptilia, Pterosauria)
- Stratiotosuchus maxhechti Campos, Suarez, Riff & Kellner, 2001 (Reptilia, Crocodylia)
- Thalassodromeus sethi Kellner & Campos, 2002 (Reptilia, Pterosauria)

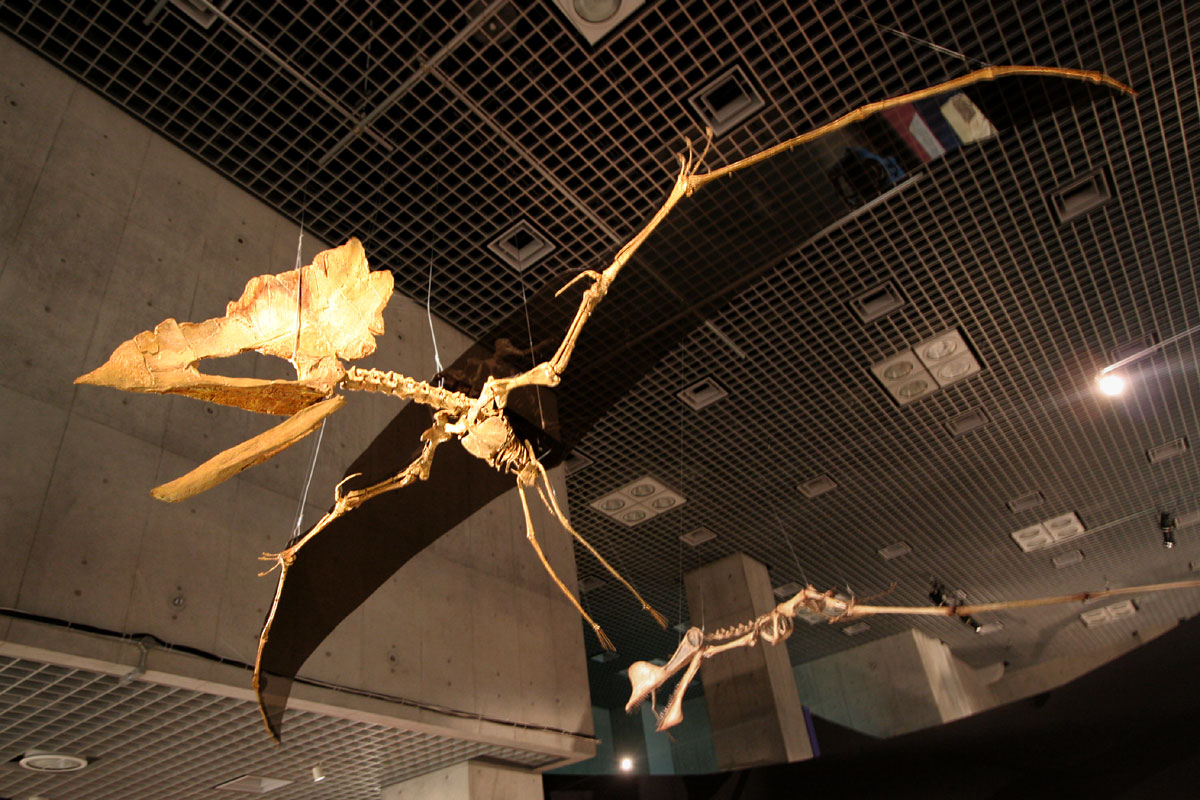
Squelette reconstitué du pterosaure Thalassodromeus au Museum National de la Nature et des Sciences de Tokyo

- Pycnonemosaurus nevesi Kellner & Campos, 2002 (Reptilia, Dinosauria)
- Kaikaifilusaurus calvoi Simón & Kellner, 2003. (Reptilia, Sphenodontia)
- Unaysaurus tolentinoi Leal, L.A., Azevedo, S.A., Kellner, A.W.A. & Rosa, Á.A.S., 2004 (Reptilia, Dinosauria)
- Unenlagia paynemili Calvo, J.O., Porfiri, J. &  Kellner, A.W.A., 2004 (Reptilia, Dinosauria)
- Feilongus youngi Wang, Kellner, Zhou & Campos, 2005 (Reptilia, Pterosauria)
- Nurhachius ignaciobritoi Wang, Kellner, Zhou & Campos, 2005 (Reptilia, Pterosauria)
- Baurutitan britoi Kellner, A.W.A., Campos, D. A., Trotta, M. N. F. 2005 (Reptilia, Dinosauria)
- Trigonosaurus pricei Campos, D.A., Kellner, A.W.A., Bertini, R.J., Santucci, R.M. 2005 (Reptilia, Dinosauria)
- Caririemys violetae Oliveira, G.R. & Kellner, A.W.A. 2007 (Reptilia, Testudines)
- Gegepterus changi Wang, Kellner, Zhou & Campos, 2007 (Reptilia, Pterosauria)
- Futalognkosaurus dukei Calvo, J.O., Porfiri, J., González-Riga, B.J. & Kellner, A.W.A., 2007 (Reptilia, Dinosauria)
- Nemicolopterus crypticus Wang, Kellner, Zhou & Campos, 2008 (Reptilia, Pterosauria)
- Guarinisuchus munizi Barbosa, Kellner & Viana, 2008 (Reptilia, Crocodylia)
- Hongshanopterus lacustris Wang, Zhou, Campos & Kellner, 2008 (Reptilia, Pterosauria)
- Coringasuchus anisodontis Kellner, A.W.A., Pinheiro, A.E.P., Azevedo, S.A.K., Henriques, D.D.R., Carvalho, L.B. & Oliveira, G. 2009 (Reptilia, Crocodylia)
- Wukongopterus lii Wang, Kellner, Jiang, Meng 2009 (Reptilia, Pterosauria)
- Dawndraco kanzai, Kellner 2010 (Reptilia, Pterosauria)
- Geosternbergia maysei, Kellner 2010 (Reptilia, Pterosauria)
- Aussiedraco molnari, Kellner, A.W.A., Rodrigues, T., Costa, F.R., 2011 (Reptilia, Pterosauria)
- Oxalaia quilombensis, Kellner, A.W.A., Machado E.B., Azevedo, S.A.K., Henriques D.R., Carvalho, L.B., 2011 (Reptilia, Dinosauria)
- Europejara olcadesorum, Vullo, Marugán-Lobón, Kellner, et al. 2012 (Reptilia, Pterosauria)
- Guidraco venator, Wang, Kellner, et al. 2012 (Reptilia, Pterosauria)
- Caupedactylus ybaka, Kellner 2013 (Reptilia, Pterosauria)
- Caiuajara dobruskii, Manzig, Kellner, et al. 2014 (Reptilia, Pterosauria)
- Hamipterus tianshanensis, Wang, Kellner, et al. 2014 (Reptilia, Pterosauria)
- Ikrandraco avatar, Wang, Rodrigues, Jiang, Cheng, Kellner 2014 (Reptilia, Pterosauria)
- Austriadraco dallavecchiai, Kellner 2015 (Reptilia, Pterosauria)
- Bergamodactylus wildi, Kellner 2015 (Reptilia, Pterosauria)
- Linlongopterus jennyae, Rodrigues, T., Jiang, S., Cheng, X., Wang, X., & Kellner, A.W.A., 2015 (Reptilia, Pterosauria)
- Aymberedactylus cearensis, Pêgas, R.V., Leal, M.E.C., & Kellner, A.W.A., 2016 (Reptilia, Pterosauria)
- Argentinadraco barrealensis, Kellner & Calvo, 2017 (Reptilia, Pterosauria)
- Iberodactylus andreui, Holgado, B., Pêgas, R.V., Canudo, J.I., Fortuny, J., Rodrigues, T., Company, J., & Kellner, A.W.A., 2019 (Reptilia, Pterosauria)
- Keresdrakon vilsoni, Kellner, A.W.A., Weinschütz, L.C., Holgado, B., Bantim, R.A. & Sayão, J.M., 2019 (Reptilia, Pterosauria)